# Ntsd
ntsd.exe（NT Symbolic Debugger，NT符号调试器）是一个进程调试工具，是WDK的组件之一，并曾内置于Windows操作系统中，包括Windows 2000/XP/2003。微软的另一款调试工具CDB（Microsoft Console Debugger，微软控制台调试器）与其功能相同，但区别在于CDB会直接在当前命令提示符窗口中运行，而ntsd会在单独的命令行窗口中启动。
在很多情况下，人们用ntsd来结束病毒进程。一般而言，它可以结束除了System、SMSS.EXE和CSRSS.EXE这三个进程与部分杀毒软件进程外的几乎所有进程。

## 常见用法
首先，ntsd需要管理员权限运行。
- 结束相应pid的进程

命令行如下：
ntsd -c q -p XXX 
（其中XXX代表進程ID，可以在任务管理器中查看）
- 结束相应进程名的进程

命令行如下：
ntsd -c q -pn XXX.exe
（其中XXX.exe代表要结束的进程，而且“.exe”不可省略）

## 注解
1. ↑  Microsoft Hardware Dev Center. . Microsoft Docs.   [2019-12-09]. （原始内容存档于2019-12-09）.
2. ↑  部分杀毒软件进程拥有内核态的保护机制，而ntsd仅仅基于用户态，故无法将其结束。